# Gunbritt Uppvall
Emma Gunbritt Uppvall, född 9 februari 1941 i Karlstad, är en svensk barn- och ungdomspsykiater. 
Uppvall, som är dotter till fabrikör Gunnar Westin och bankkamrer Ebon Olsson, blev medicine kandidat 1963 och medicine licentiat 1969. Hon var underläkare vid barn- och ungdomspsykiatriska kliniken på Karlstads lasarett 1970–1975, biträdande överläkare där 1975–1985 och överläkare där från 1985.